# Vórtice de inicio

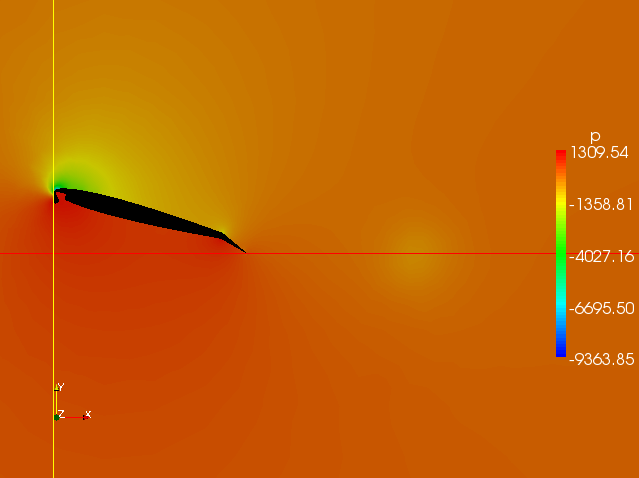
Vórtice inicial tras el perfil de un ala, visible al trazar la distribución de presiones en una Simulación CFD

En dinámica de fluidos, el vórtice inicial es un vórtice que se forma en el aire adyacente al borde de salida de un perfil aerodinámico cuando se acelera desde el reposo. Abandona el perfil aerodinámico (que ahora tiene un "vórtice limitado" igual pero opuesto a su alrededor), y permanece (casi) estacionario en el flujo. Rápidamente decae por la acción de la viscosidad.
La presencia inicial (y bastante breve) de un vórtice inicial cuando un perfil aerodinámico comienza a moverse fue predicha por los primeros aerodinamistas, y finalmente fotografiada.
Siempre que cambia la velocidad o el ángulo de ataque de un perfil aerodinámico hay una cantidad correspondiente de vorticidad depositada en la estela detrás del perfil aerodinámico, uniendo los dos vórtices de punta de ala.  Esta vorticidad es un continuo de minivórtices de arranque.  La estela detrás de un avión es una lámina continua de vorticidad débil, entre los dos vórtices de arrastre, y esto explica los cambios en la fuerza de los vórtices de arrastre a medida que la velocidad aerodinámica del avión y el ángulo de ataque del ala cambian durante el vuelo. La fuerza de un vórtice no puede cambiar dentro del fluido excepto por la acción disipadora de la viscosidad.  Los vórtices o bien forman bucles continuos de fuerza constante, o bien terminan en el límite del fluido, normalmente una superficie sólida como el suelo.
El vórtice de arranque es significativo para comprender la condición de Kutta y su papel en la circulación alrededor de cualquier aerodinámico que genere sustentación.
El vórtice de arranque tiene ciertas similitudes con el "penacho de arranque" o  pluma que se forma en el borde de ataque de una babosa de fluido, cuando se inyecta un fluido en otro en reposo. 